# Henryk Mandelbaum
Henryk Mandelbaum (ur. 15 grudnia 1922 w Olkuszu, zm. 17 czerwca 2008 w Bytomiu) – jeden z bezpośrednich świadków buntu Sonderkommando w KL Auschwitz, uciekinier z „marszu śmierci”.

## Życiorys
Aresztowany w kwietniu 1944 w Będzinie. 10 kwietnia 1944 został wysłany do niemieckiego obozu koncentracyjnego KL Auschwitz, gdzie oznaczono go numerem 181970. Po odbyciu kwarantanny skierowany do Sonderkommando – specjalnej grupy roboczej, która składała się w większości z więźniów narodowości żydowskiej, zajmującej się paleniem zwłok w krematoriach. Pracował w dwóch krematoriach w Birkenau. Był bezpośrednim świadkiem akcji zagłady około 400 tysięcy Żydów pochodzących z Węgier w komorach gazowych latem 1944.
Nie brał bezpośredniego udziału w wydarzeniach z 7 października 1944 w krematorium IV, gdyż tego dnia pracował w innym krematorium. Dzięki temu udało mu się uniknąć rozstrzelania. Dotrwał do ewakuacji obozu w styczniu 1945. Wyruszył z obozu Auschwitz-Birkenau do Wodzisławia Śląskiego w tzw. marszu śmierci, a w okolicach Jastrzębia-Zdroju udało mu się zbiec. Następnie ukrywał się w Nowej Wsi.
Po wojnie funkcjonariusz Powiatowego Urzędu Bezpieczeństwa Publicznego (PUBP) w Będzinie w latach 1945–1948. Przez 16 lat kierownik oddziału przedsiębiorstwa handlowego, a w latach późniejszych hodowca lisów. Od 1972 rencista, następnie przez 15 lat kierowca taksówki bagażowej.
Jako najdłużej żyjący z polskich więźniów Sonderkommando był świadkiem zagłady dokonywanej przez Niemców w komorach gazowych na Żydach, kierowanych tam z rampy wyładowczej po selekcji bezpośrednio po przybyciu do obozu, oraz na więźniach KL Auschwitz.
Podczas wizyty Benedykta XVI w Oświęcimiu 28 maja 2006 r. stał w szeregu byłych więźniów. Jako jedyny nie tylko uścisnął rękę Josephowi Ratzingerowi, ale ucałował się z nim w oba policzki.
Mieszkał w Gliwicach. W ostatnich dniach życia przeszedł operację w bytomskim szpitalu, gdzie zmarł. Został pochowany na cmentarzu Centralnym w Gliwicach 19 czerwca 2008. Miał jednego syna.

## Filmy
- Byłem w Sonderkommando, reż. Andrzej Gajewski, 1991[5].
- Anus Mundi, reż. Wojciech Królikowski, 2007.
- The Living Dead of Auschwitz: Sonderkommando, 2009[6].